# Olivmaskad flatnäbb
Olivmaskad flatnäbb (Tolmomyias viridiceps) är en fågel i familjen tyranner inom ordningen tättingar.

## Utseende och läte
Olivmaskad flatnäbb är en liten tyrann med bred näbb, gult på strupe och bröst och avsaknad av tydliga vingteckningar. Den liknar gulbröstad flatnäbb, men saknar olikt denna orange i ansiktet, har mindre tydliga vingband och har annorlunda läten, en stigande serie med "peek"-toner, ibland också ett gällt gnäggande ljud.

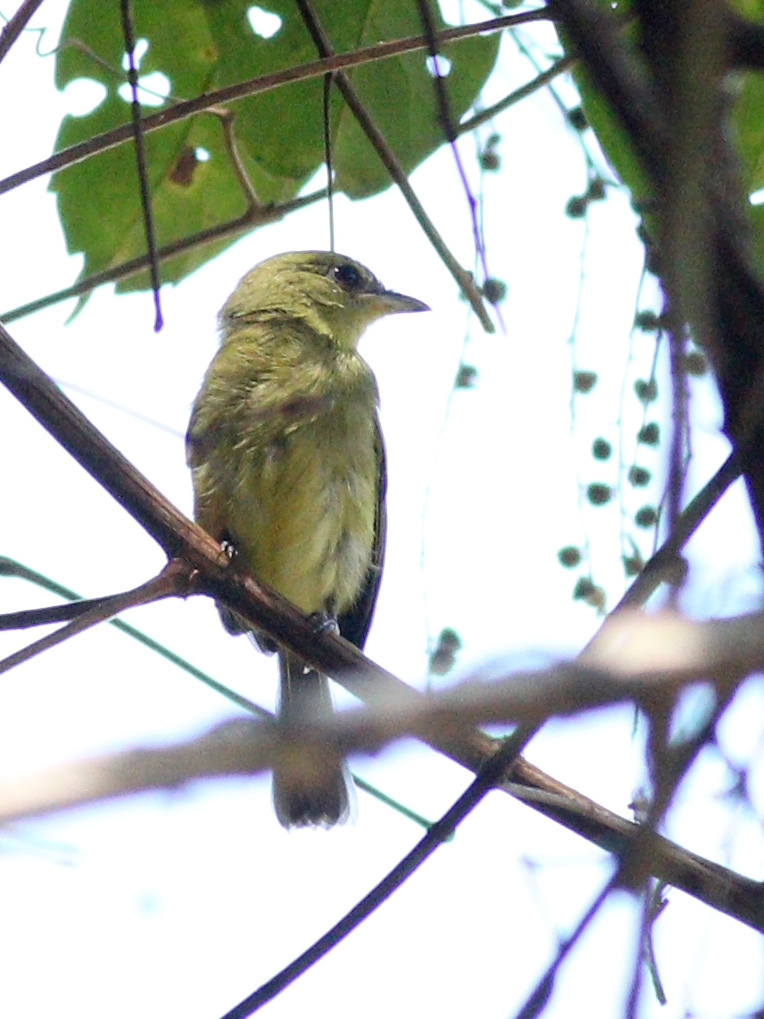

## Utbredning och systematik
Olivmaskad flatnäbb delas in i tre underarter med följande utbredning:
- T. v. viridiceps – sydöstra Colombia, östra Ecuador, nordöstra Peru och västra Amazonområdet i Brasilien
- T. v. zimmeri – centrala Peru
- T. v. subsimilis – sydöstra Peru, nordvästra Bolivia och sydvästra Brasilien

### Familjetillhörighet
Arten placeras traditionellt i familjen tyranner. DNA-studier visar dock att Tyrannidae består av fem klader som skildes åt redan under oligocen, pekar på att de skildes åt redan under oligocen, varför vissa auktoriteter behandlar dem som egna familjer. Olivmaskad flatnäbb med släktingar placeras då i Pipromorphidae.

## Levnadssätt
Olivmaskad flatnäbb hittas i ungskog, i låglänta områden och förberg.

## Status
Arten har ett stort utbredningsområde och beståndet anses vara stabilt. Internationella naturvårdsunionen IUCN listar den därför som livskraftig (LC).